# Wouter Hendrickx
Pour les articles homonymes, voir Hendrickx.
Wouter Hendrickx, né à Hal en 1975, est un acteur belge néerlandophone.

## Biographie
Wouter Hendrickx suit les cours au Studio Herman Teirlinck en 1997. Il a joué entre autres dans des productions théâtrales au Bronks et au Blauw Vier. Il a écrit et mis en scène pour le Theater Stap.

## Filmographie partielle

### Télévision
- 1998 : Het Paradijs : un homme ivre
- 1998 : F.C. De Kampioenen : Schilder
- 1998-1999 : Windkracht 10
- 1999 : Flikken : Ronny
- 2001 : Recht op Recht : Axel Verloven
- 2002 : Kijk eens op de doos
- 2004-2006 : Witse : Dimitri 'Dimi' Tersago
- 2005 : Het eiland : Alain (DJ)
- 2008 : L’Empereur du goût (De smaak van De Keyser) : Agent
- 2008 : Aspe (nl) : Gene Bertels
- 2009 : Jes : Felix Bolle
- 2009 : Code 37 : Walter Van Praet
- 2010 : Zone Stad : Vinny
- 2010 : Dubbelleven : faux voeuf
- 2013 : Zuidflank : Paul Lambermont
- 2021 : Association criminelle : Christian De Jong

### Cinéma
- 2005 : Verlengd weekend : Nico
- 2009 : La Merditude des choses :
- 2012 : Brasserie romantique : Lesley
- 2013 : Le Verdict (Het Vonnis) : inspecteur Vercauteren
- 2014 : Image
- 2018 : Ne tirez pas (Niet schieten) de Stijn Coninx